# Sváb-Törökország
Sváb-Törökország (németül Schwäbische Türkei) a Baranya és Tolna vármegyei német településterület, ahol a 18. században több mint 200 német (sváb) település jött létre. A betelepítések államilag történtek III. Károly, Mária Terézia és II. József uralkodása alatt.

## A terület névadása
A Dél-Magyarországon található terület a Duna-Dráva-háromszög déli részét alkotja és ma tulajdonképpen Tolna, Baranya valamint Somogy vármegye. A „Schwäbische Türkei”, azaz „Sváb-Törökország” elnevezés a 18. századi betelepítésekre vonatkozik, amikor a szlovák, horvát és szerb telepeseken kívül, német vidékekről is érkeztek családok, így Pfalz, Mainfranken, Hessen (a Westerwald, Fulda, Ostfranken) és Bajorország (Bajor) területekről.
A „Sváb-Törökország” elnevezés a németek szoros kötődését mutatja ahhoz a vidékhez, amelyet a 17. században „Törökországnak” hívtak. A magyar megnevezést fordították le németre és tették hozzá a „sváb” jelzőt.

## Betelepülés
A Sváb-Törökország szórványos betelepülése rácokkal, tótokkal, németekkel röviddel a török kiűzése után elindult. A Rákóczi-szabadságharc után került sor az első nagyarányú sváb telepítési akcióra Dőry László teveli birtokos részéről, aki 1714-ben ügynökei révén Badenből, Bieberach vidékéről és a Breisgauból hívott meg telepeseket. A vállalkozás nem sikerült, a csalódott württembergieket vissza kellett szállítani Németországba. Dőry az akciót másokkal, 1718-ban megismételte, ezúttal több sikerrel. A györkönyi Meszlényi János 1717. táján a Fertő tó vidékéről hozott evangélikus németeket, ők voltak a „Heidebauerek", vagy helyi, györkönyi nevükön a „hepauerek”.
1718-ban a Wallis grófok tolnai és kakasdi birtokaikon folytattak hasonló tevékenységet, Majos, Kismányok, Varsád, Závod szintén lakott volt kis számú német betelepülővel a nagy hesseni hullámok megérkezése idején. 1720-ban Szigetvár volt az egyetlen olyan község, ahol német többségű volt a lakosság: a 28 némettel szemben 26 magyar és szerb élt a községben. Az 1722-től nagyobb csoportokban érkező németek honfitársaik közül keveseket, jobbára pedig az Alföldről és Veszprém vármegyéből behozott magyarokat és Szlavóniából beszivárgott szerbeket találtak. Később a magyarok Lőrincre és másfelé költözködtek és így vált e helység németté.
A német szállásterület jelentősen Mercy Claudius Florymundus de Argenteau gróf, a Bánát kormányzójának telepítő munkája következtében bővült ki. E titulusában volt a király által Temesvárott felállított telepítő bizottság elnöke. A telepítést nem mindenütt Mercy gróf kezdte meg. Kismányokon, Felsőnánán még Zinzendorf gróf, Varsádon pedig Székely István idejében telepedtek le az első németországi protestánsok. A kismányokiaknak szerződésük is volt már Zinzendorf Vencel gróffal. De a hesseni telepesekkel vegyült német nyelvű protestáns községeket végleg, a Mercyek telepítették be s ők rendezték a földesúr és a jobbágyok közötti viszonyt.
Hesseni származású lutheránus telepesek kerültek az 1720-as években Paksra is. A többi Tolna-Baranya-Somogyban található protestáns német települések vagy nem „Nagynémethonból” bevándoroltakból keletkeztek, vagy később a 18. század közepe táján keletkeztek, vagy a 19. század húszas éveiben, vagy még későbben a 19. század végén, vagy a 20. elején. Érdekes jelenség, hogy Tolnában találunk német reformátusokat is, mint Nagyszékely, Bonyhád, Gyönk és Mórágyon s Baranyában Hidason. Ezek mind hesseni eredetűek. A 20. század közepe felé már lutheránus községekben régebben szintén akadtak szép számmal reformátusok. Ezek az idők folyamán beleolvadtak a lutheránus többségbe.

## Népessége
Német jellegét a térség az 1700-as évek elejétől egészen 1945-ig megtartotta. A 19. században „Sváb-Törökország” népességének 85% német anyanyelvű volt. A járás településállománya folyamatosan alakult. Az 1930-as népszámlálás adatai szerint a völgységi járás összlakossága 1930-ban 39.230 fő, területe 81.507 kat. hold (46.904 hektár). Ekkor 32 település osztozik ezen a területen. 1941-ben egy nagy közigazgatási átalakítás volt a térségben.